# Данићи (Гацко)
Данићи су насељено мјесто у општини Гацко, Република Српска, БиХ. Према попису становништва из 2013. у насељу је живјело 42 становника.
Овде се налази Манастир Данићи.

## Географија
Налази се на 900-1.000 метара надморске висине, површине 8,94 км2 , удаљено око 12 км од општинског центра. Припада мјесној заједници Кула. Разбијеног је типа, а засеоци су: Горње село, Доње село и Пусто поље. Атар села обухвата југоисточни дио Гатачког поља. Већи дио смјештен је под брдом Милатовица. Значајнији извори су: Крушац, Одановац, Чарапуша и Шпиљак. На подручју села понори су мали и слабог протока, па се вода дуже задржава у барама,
чинећи мало језеро. У вишем појасу атар је прекривен листопадном шумом. Мањи дио становништва бави се пољопривредом, а већи је запослен у Гацку. Ђаци похађају основну школу у насељу Автовац. Манастирска Црква Светог Петра Зимоњића и конак, у којем се налази етнографска збирка, саграђени су 2001. године. У селу постоје Влашко гробље, Перовића гробље и гробље у Пустом пољу. Данићи су повезани са Гацком старим аустроугарским путем, који је проширен и асфалтиран 2000. године. Село је добило електричну енергију 1970, а телефонску мрежу 2000. године. На градски водовод прикључено је 1990. године.

## Историја
Постоји више предања о томе како је село до било име. Јефто Дедијер је записао: "О старости села прича се само то, да је удовица Милоша Обилића бјежећи из Цернице овдје преданула (одморила се) и од тог је село добило име". Постоји и предање да му је почетком XV вијека име дала Јелена Хранић Косача. Средњовјековне некрополе налазе се на локалитетима Барице (14 стећака или мрамора) и Жабљак (седам), као и код гробља у Пустом пољу (пет). Према предању, Данићи су били имање (метох) манастира Папраћа до доласка Турака. Капетанска породица Тановић (XVIII и прва половина XIX вијека) саградила је једну кулу у Доњем селу, које се сматра старијим језгром Данића, а другу у Пустом пољу. Обје куле је 1914. срушила аустроугарска војска, а на њиховим темељима подигнуте су сеоске зграде.
У ратовима 1912-1918. добровољци у српској и црногорској војсци били су: Илија и Јован Банаш, Алекса, Андрија, Беле, Видак, Вуле, Гаврило, Гојко, Ђорђо, Ђуро, Иван, Игњат, Илија, Јефто, Јован,
Коста, Лазар Ј., Лазар С., Марко Ј ., Марко П., Мато, Миле, Милован, Милоје, Митар, Михајло Д., Михајло К., Никола Г., Никола М., Обрен, Павле, Петар, Симат, Симо, Спасоје и Стеван Бољановић, Богдан, Ђорђије и Ристо Видаковић, Жарко, Михајло, Никола, Новак, Радоје и Сава Перовић, Благоје Илић. Током Другог свјетског рата погинуло је осам бораца Народноослободилачке војске Југославије, осам припадника Југословенске војске у отаџбини и пет цивила. Два борца Војске Републике Српске погинула су у Одбрамбено-отаџбинском рату 1992-1995, а спомен-плоча им је постављена на капији сеоске цркве.

## Становништво
Село је 1879. пописано као Даханићи, а имало је 15 домаћинстава и 120 становника (православци); 1910. - 203 становника; 1948. као Данићи - 184; 1961. - 211; 1991. - 66 (Срби); 2013. - 15 домаћинстава и 42 становника. Породица Банаш слави Никољдан; Бољановић, Перовић - Јовањдан; Видаковић, Црногорац - Малу Госпојину; Мандић - Свети Игњатија; Паповић - Аранђеловдан. Већина породица води поријекло из Црне Горе. Према
породичним предањима, Бољановићи су 1714. дошли из села Болевићи, код Скадарског језера, а
Перовићи из Бањана. Видаковићи су истог рода као породица Црногорац, која је поријеклом из Цуца. Илићи, старином из Рисна, доселили су се 1909. из села Давидовићи, код Билеће. Из околних мјеста дошли су Паповићи (село Казанци) и Мандићи (село Нови Дулићи).